# Чоудри, Навин
Навин Чоудри (англ. Navin Chowdhry; род. 1971, Бристоль) — британский актёр индийского происхождения.
Родился и вырос в Англии, однако с трёхлетнего возраста часто бывает в Индии. Окончил Имперский колледж Лондона в 1994 году со специализацией по биохимии. Дебютировал на экране в 1988 году в фильме Джона Шлезингера «Мадам Сузацка», где исполнил роль юного пианиста, получив для этого более 300 часов консультаций у пианиста Йонти Соломона. В дальнейшем снимался преимущественно в британских телесериалах. В 2009 году исполнил также роль Уотсона в фильме «Скеллиг».
Спорадически выступает также как сценарист и продюсер, дебютировав в обоих этих качествах в 2000 году короткометражным фильмом «Этот ублюдочный бизнес» (англ. This Bastard Business) на автобиографическую тему о том, как сложно пробиться в британском кинематографе актёру с азиатской внешностью, завоевавшим первую премию и приз зрительских симпатий на Фестивале азиатского и негритянского кино «Bite The Mango» в Брадфорде. С тем же режиссёром, Шоном Хоганом, Чоудри снял и несколько последующих короткометражных лент.